# Andreas Lippoldt
Andreas Lippoldt (né le 3 juillet 1967 à Sindelfingen en Bade-Wurtemberg en Allemagne de l'Ouest) est un archer ouest-allemand puis allemand.

## Biographie
Lippoldt fait ses premières fortes impressions sur le circuit international en 1987, alors qu'il remporte une médaille d'or lors des championnats du monde dans l'épreuve par équipe avec Detlef Kahlert et Bernd Schröppel. Cette victoire est décrit par son entraineur Franz Baum comme étant la base de l'équipe ouest-allemande pour les prochains Jeux olympiques. Cependant, il faut attendre jusqu'en 1992 pour qu'il participe à ses seul Jeux olympiques. Dans cette compétition, il finit 43e à l'individuel et 11e de l'épreuve par équipe.

## Palmarès
- Jeux olympiques[3]
  - 43e à l'épreuve individuelle aux Jeux olympiques de 1992 à Barcelone.
  - 11e à l'épreuve par équipe aux Jeux olympiques de 1992 à Barcelone (avec Frank Marzoch et Marc Rösicke).

- Championnats du monde[1]
  -  Médaille d'argent à l'épreuve individuelle homme aux championnats du monde de 1987 à Adélaïde.
  -  Médaille d'or à l'épreuve par équipe homme aux championnats du monde de 1987 à Adélaïde (avec Detlef Kahlert et Bernd Schröppel).